# Циклади
Цикладските острови или накратко Циклади (на гръцки: Κυκλάδες, Кикладес – кръг) е архипелаг в разположен в южния регион на Егейско море, част от територията на Гърция. Представляват група от над 200 острова, образуващи няколко гирлянди, простиращи от северозапад на югоизток. Една трета от тях са много малки. По-големите са: Андрос, Тинос, Миконос, Наксос, Аморгос, Сирос, Парос, Антипарос, Иос, Санторини, Анафи, Кеа, Китнос, Серифос, Сифнос, Фолегандрос, Сикинос, Милос, Кимолос. Към тях се прибавят Малките Циклади: Ираклея, Ринея, Схинуса, Куфонисия (Пано Куфониси, Като Куфониси, Керос) , Керос и Донуса, както и Макронисос между Кеа и Атика, Ярос близо до Андрос и Полайгос на изток от Кимолос и Тирасия. Понякога се наричат с общото име Архипелагът. Островите имат обща площ от 2528 km². Целият архипелаг има материков произход, и представлява издигащи се над морето части от подводен праг, съединяващ в древността Балканския полуостров с Мала Азия. Изградени са основно от кристалинни скали и варовици. Релефът им е предимно планински с малки и тесни крайбрежни равнини. Островите Милос и Санторини са с вулканичен произход. Най-високата точка на архипелага се издига на остров Наксос – връх Дриос (1008 m). Други по-високи острови са: Андрос (994 m), Аморгос (821 m), Парос (771 m), Милос (751 m), Иос (735 m), Тинос (729 m). Повечето острови попадат в силно сеизмична зона. Климатът е средиземноморски с горещо и сухо лято и топла и влажна зима с годишна сума на валежите около 500 mm/m². Склоновете на планините са обрасли предимно с храстова растителност (фригана), а в долините и равнинните части се отглеждат лозя, цитрусови култури, маслини, пшеница и царевица. Има развито скотовъдство (основно кози) и риболов. Разработват се находища на желязна руда (Андрос, Китнос, Серифос, Сирос), манганова руда (Андрос, Парос), боксити (Аморгос), барит (Милос, Кимолос), а на остров Наксос има голямо находище на шмиргел. Известни туристически курорти са Санторини (Тира), Миконос, Аморгос, Андрос, Иос, Милос, Наксос, Парос, Сифнос, Сирос, Тинос.
В древността са център на Цикладската цивилизация, процъфтявала през бронзовата епоха и известна с идолите си от бял мрамор.
В началото на XIII век венецианецът Марко Санудо завоюва Цикладския архипелаг и основава Херцогство Наксос.
Цикладите са един от номите на Гърция до 2011 г., когато местната власт е реорганизирана и островите са разпределени между девет нови регионални единици.